# Понцирус
{{#ifeq:0|0|{{#if:Citrus trifoliata|{{#if:|[[]}}|[[]]}}}}
Понцирус трилистий (Citrus trifoliata) — вид рослин родини рутових.

## Ботанічний опис
Понцирус трилистий — кущ або дерево висотою 3-6 м. Батьківщиною вважається — Північний та Центральний Китай, Корея і Гімалаї. Сьогодні понцирус вирощують у всьому світі. Понцирус трилистий — відноситься до родини рутових (рід — цитрусові), але на відміну від усіх своїх вічнозелених родичів це єдиний листопадний представник роду цитрусових.  
Citrus trifoliata — один з найбільш холодостійких представників цитрусових, переносить пониження температури до -15 °С, а у сніжні зими витримує морози і до -20 °C. За міжнародною шкалою морозостійкості USDA може рости у зоні 6.
Коренева система відносно невелика. Надає перевагу сонячним і захищеним від вітру місцям, родючим і дренованим ґрунтам. Однак  може рости на будь-яких землях, навіть на важких глинистих ґрунтах.
Молоді однорічні пагони голі, зелені, з пазушними колючками довжиною 2-5 см, на старших гілках кора зеленувато-сіра.  Листя почергове, трійчасто розсічене, з сидячими листочками, центральний листок може досягати 5 см в довжину, два бічні листки — близько 3 см. Як і інші цитрусові при розтиранні листки виділяють злегка пряний запах. Восени листя стає помаранчевим.
Квіткові бруньки на відміну від інших цитрусових закладаються восени. Квіти двостатеві, майже сидячі, поодиночні, іноді парами в пазухах листків, відносно великі діаметром 3-5 см, білі і схожі на інші цитрусові, але менш ароматні. Квітка має 4-5 довгастих пелюсток, та 10-20 рожевих тичинок, що на відміну від інших цитрусових рослин є вільними і не зростаються. Період цвітіння триває з квітня по травень. Запилюється  комахами.
Плоди кулясті, діаметром 3-5 см, спочатку зелені, при дозріванні жовті, густо покритої оксамитовим пушком, багатонасінні, містять від 25 до 40 насінин. Шкірка важко відділяється від м'якушу. М'якуш із сильним цитрусовим ароматом, смак гіркувато-кислий, зі слабким гіркуватим присмаком. Гіркота частково через наявність речовини порчирин.

## Використання
У свіжому вигляді плоди не вживаються через смоляний присмак, але годяться для технологічної переробки і виготовлення мармеладу, варення, вина, вітамінних тонізуючих напоїв. В Японії та Китаї  висушені і подрібнені плоди використовуються як приправа до страв та випічок.
У східній медицині плоди тернистого лимона широко використовуються як засіб для лікування алергічних запалень.
Шкірка плодів має антивірусну, анальгезуючу, жарознижуючу, сечогінну дію.
Сік Citrus trifoliata використовують проти грибкових захворювань шкіри та нігтів.
Після проведених досліджень було виявлено, що екстракт плодів лікує гастрит, виразки шлунку та дванадцятипалої кишки, має протиалергічну і протипухлинну дію і може бути використаний як противірусний засіб. Також дослідження довели, що витяжка  лікує нейронні пошкодження мозку, а після 10-ти тижневого прийому водного екстракту був помітний результат схуднення.
Тернистий лимон є досить моростійкий і тому найчастіше використовується підщепа для цитрусових, та в селекції цитрусових дерев. Також використовується як карликова підщепа для низькорослих кімнатних цитрусових типу бонсай.
Citrus trifoliata стійкий до цитрусових нематод та цитрусової фітофторори (Phytophthora citrophthora).
Він дуже гарно виглядає в декоративному саду, також його дуже часто використовують для створення красивих живоплотів.

## Гібриди
Citrus trifoliata легко схрещується з усіма видами родини цитрусових, однак гібриди зазвичай стерильні.
Сорти і гібриди тернистого лимона.
- Flying Dragon (Citrus trifoliata var. monstrosa) — низькорослий кущ із дуже звивистми гілками та дрібненьким листям.
- Citrandarin — (Citrus reticulata × Citrus trifoliata US852)
- Citrange — (Citrus × sinensis × Citrus trifoliata)
- Citrangequat — (Citrus japonica × Citrange)
- Citrumelo — (Citrus × paradisi × Citrus trifoliata)

Всі ці гібриди F1 мають дві спільні характеристики. По-перше, вони не настільки морозостійкі, як Citrus trifoliata. Їх морозостійкість близько -10 -15 °С морозу. По-друге, плоди всіх гібридів є кислі і в різній степені гіркуваті.
Примітною особливістю цих цитрусових гібридів — це здатність рости далеко за межами класичної помірної зони вирощування цитрусових.
Через морозостійкість Citrus trifoliata є найкращою підщепою для цитрусових дерев. Усі цитрусові та їхні гібриди, щеплені на ньому  як правило є набагато витривалішими, ніж при вирощуванні на своїх коренях. Понцирус є стійким до цитрусових нематод, до збудників деяких захворювань, таких як трістеза, ксилопороз, псороз, а також може рости на лужних, солончакових ґрунтах. Завдяки цим якостям він є одним з найважливіших підщеп і широко використовується в промисловому вирощуванні різних видів цитрусових (апельсин, мандарин, лимон та ін.). Citrus trifoliata посаджені поблизу культурних цитрусових дерев завдяки перехресному запиленню значно підвищуюють урожаї. Також використовується як карликова підщепа для низькорослих кімнатних цитрусових деревців та бонсаю.  

## Галерея

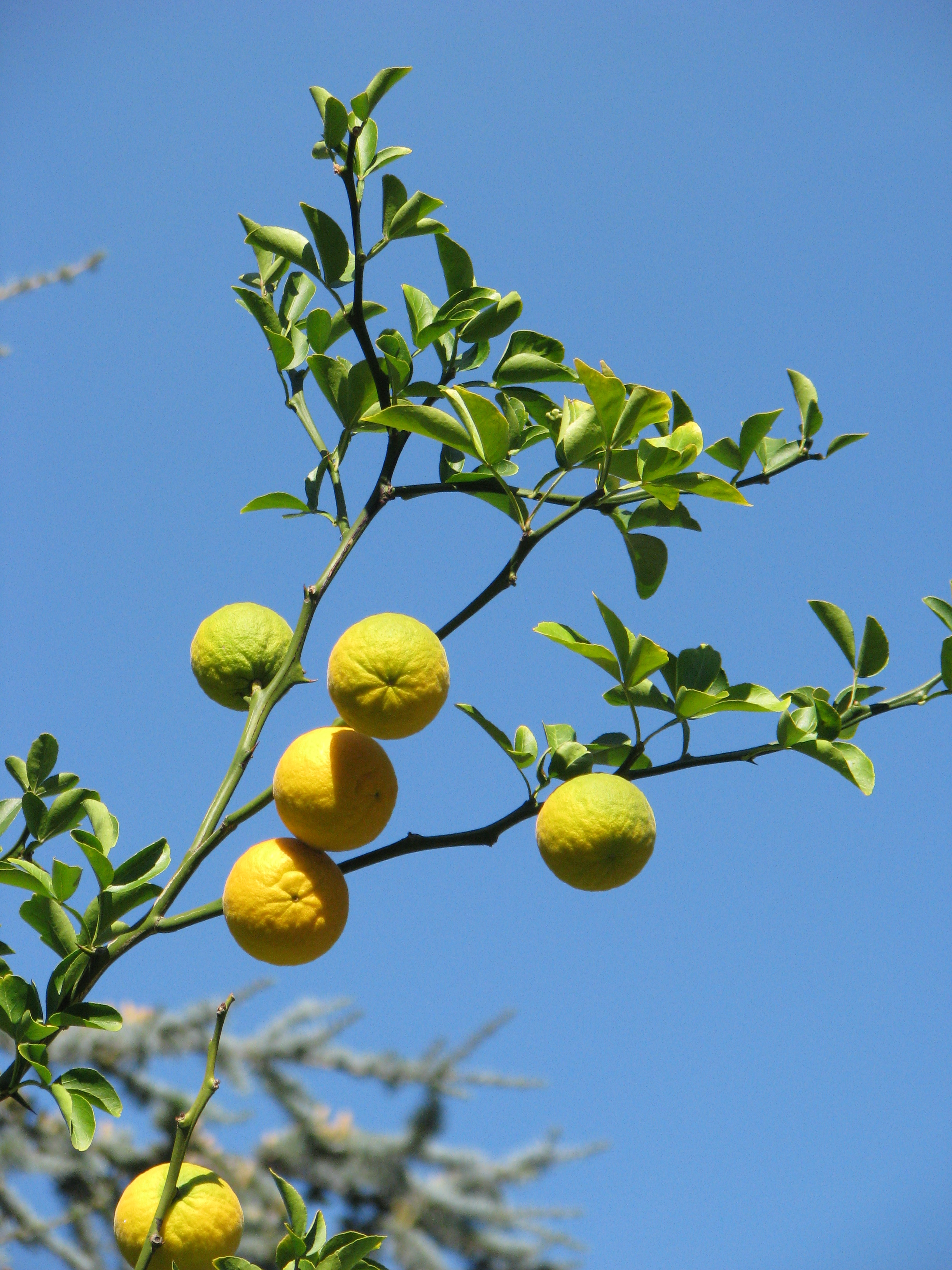
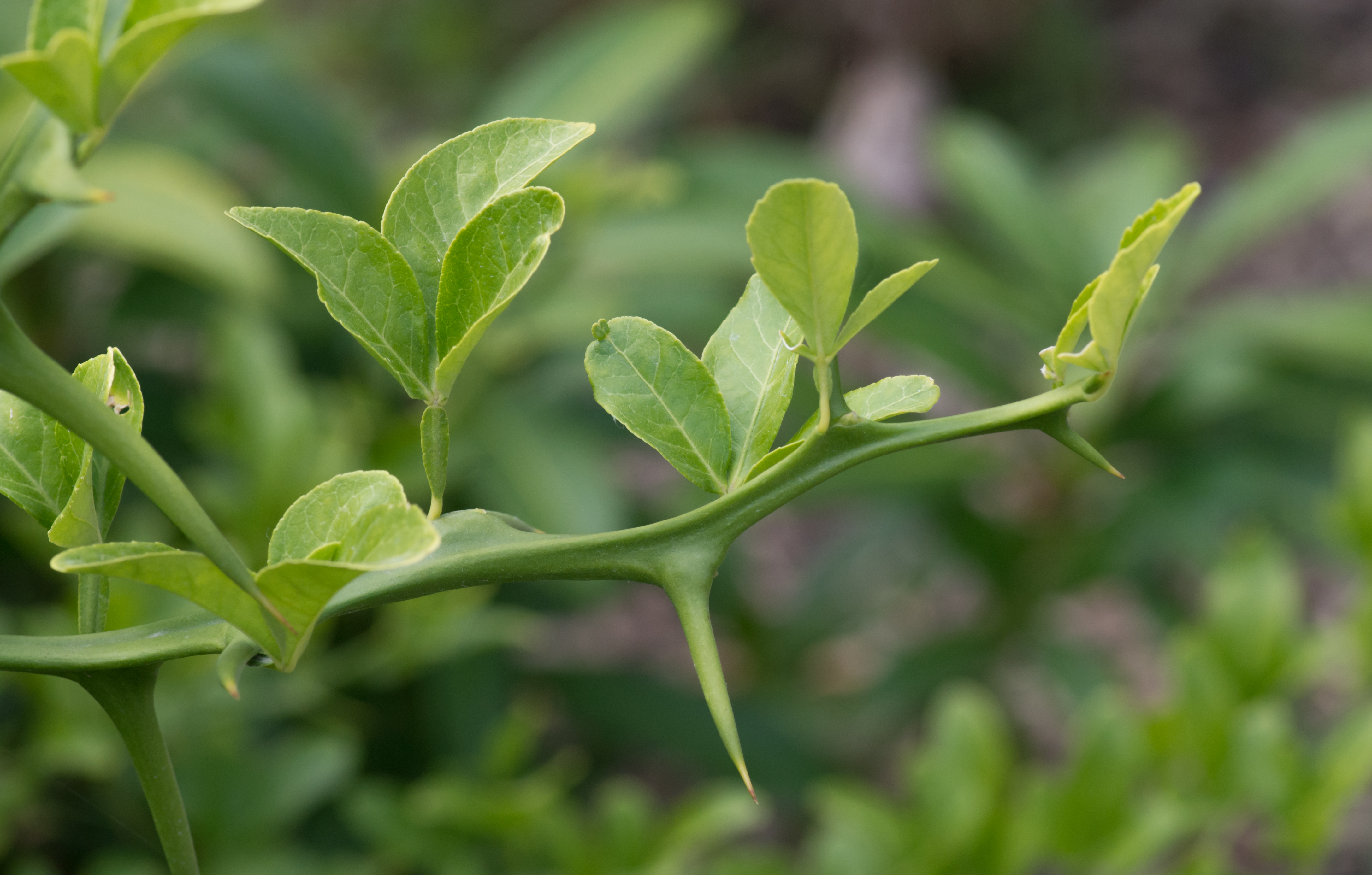
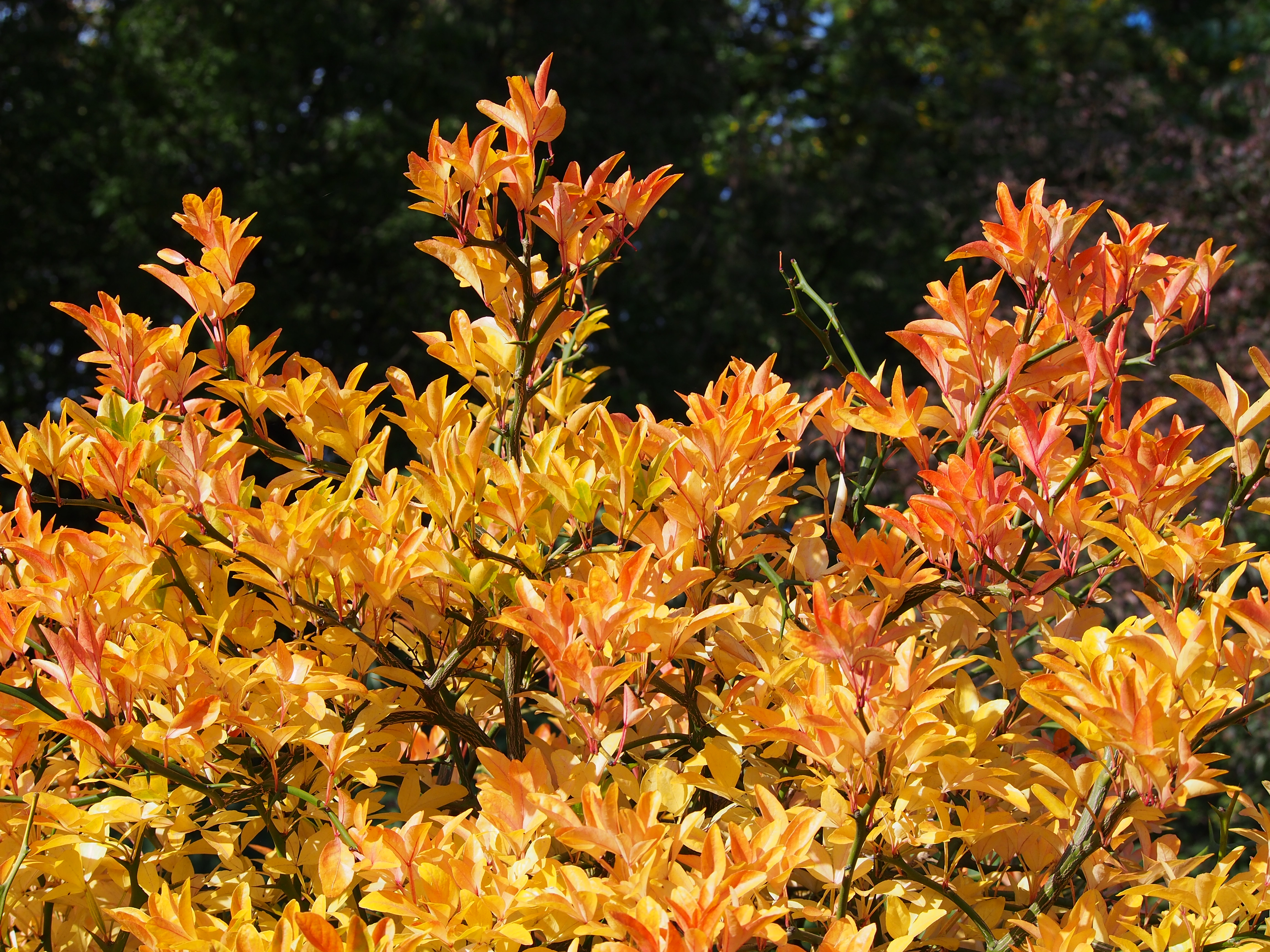
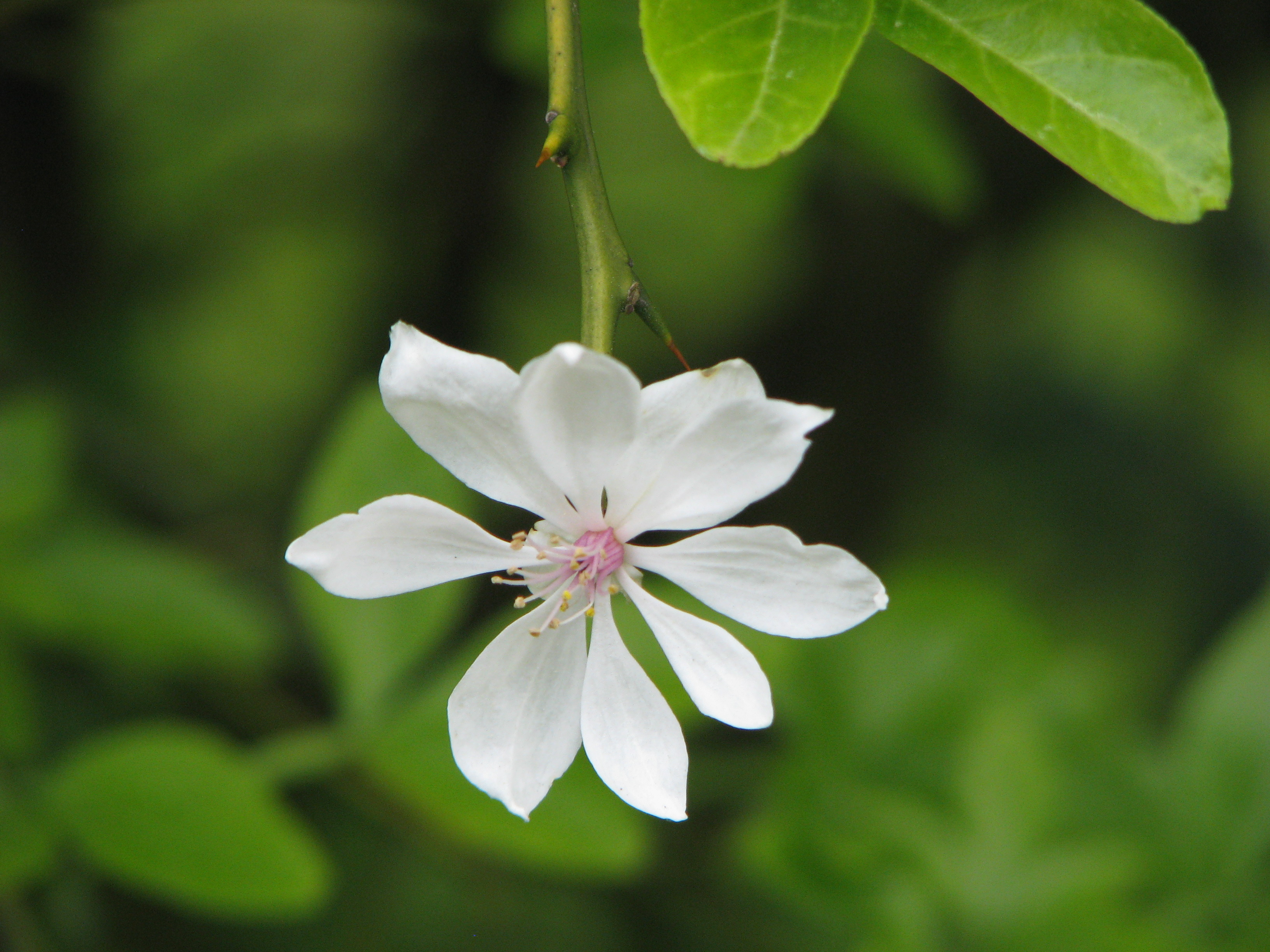
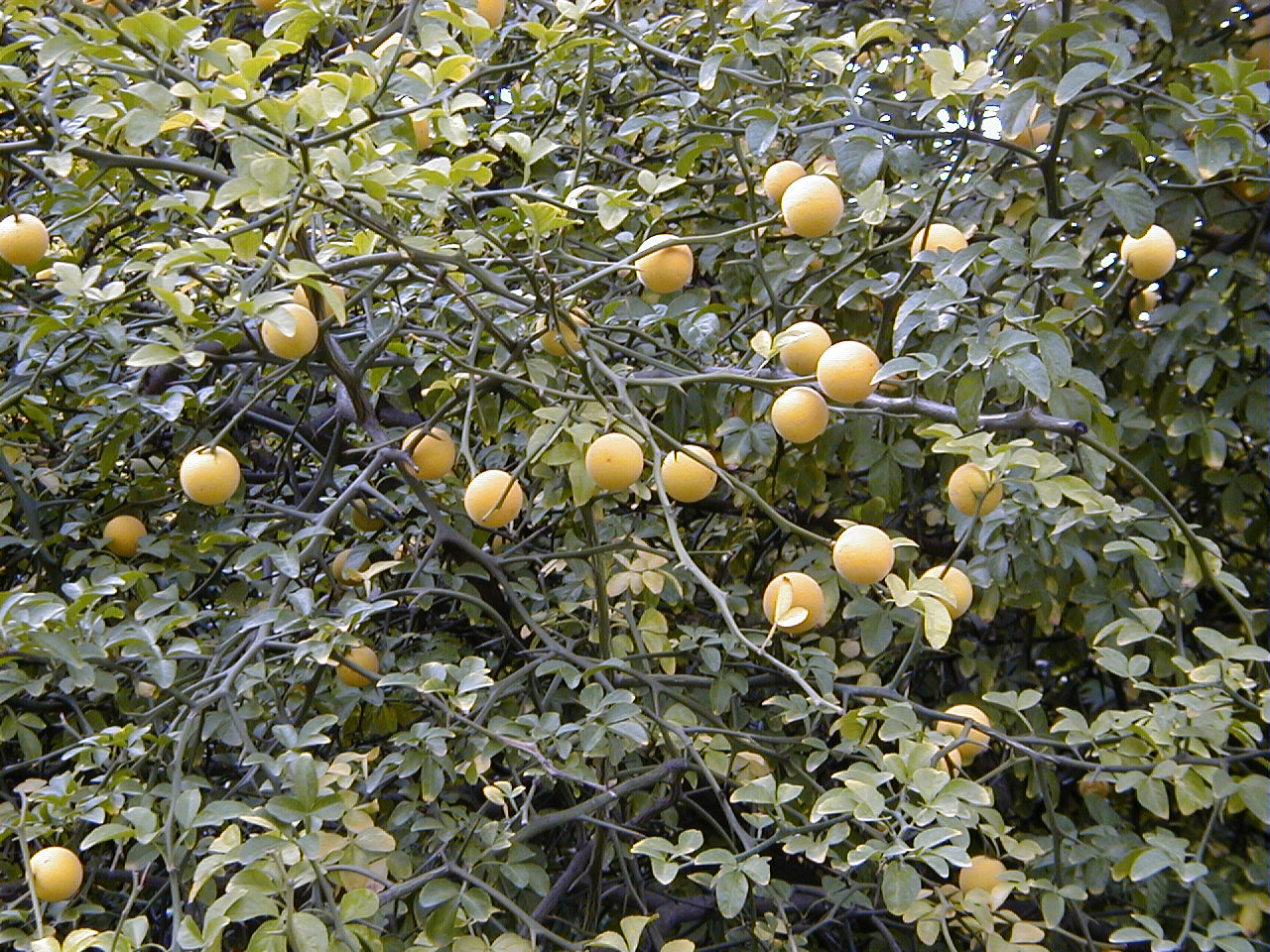
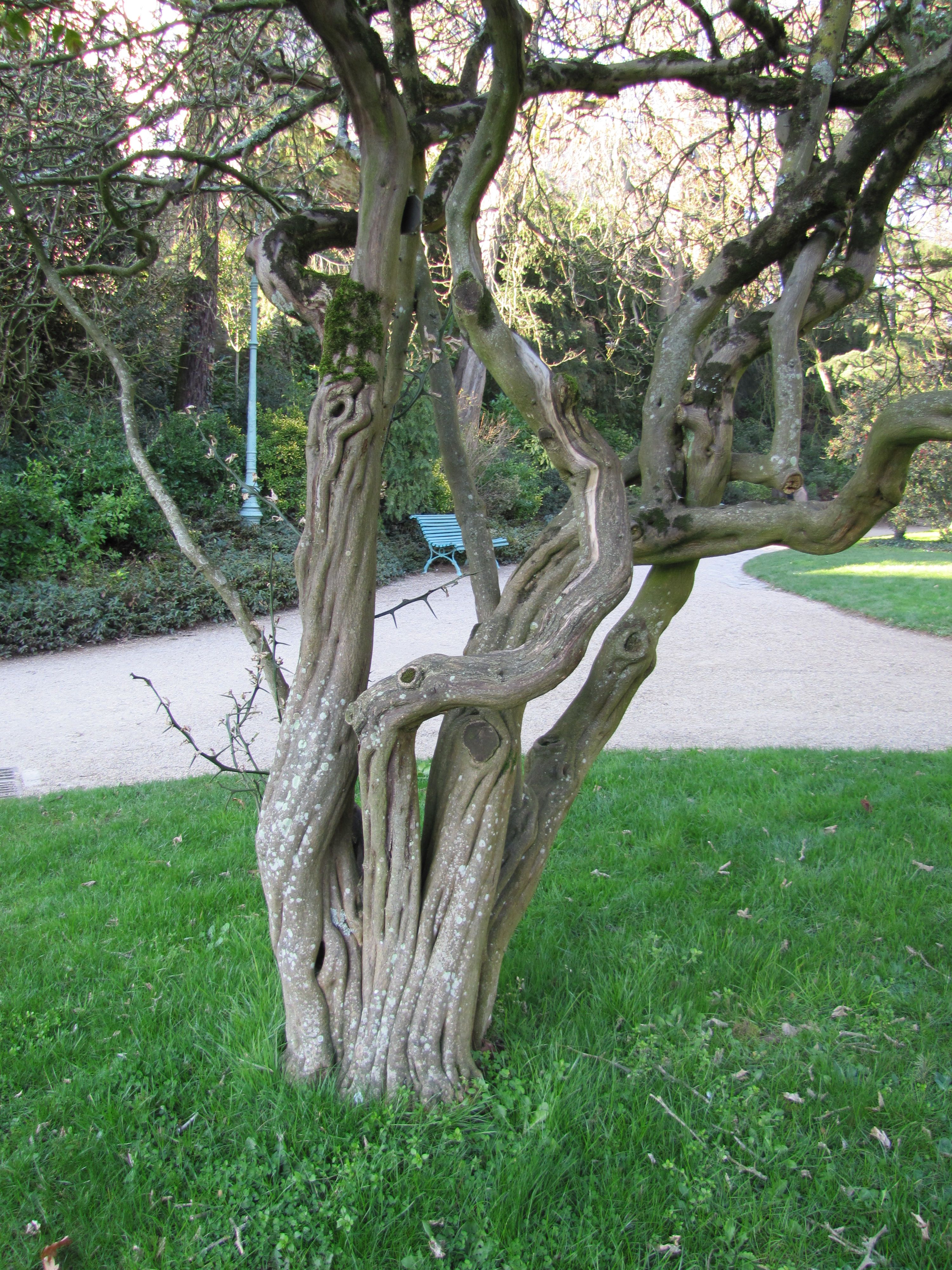